# Lý Triệu Cơ
Lý Triệu Cơ tước GBM (20 tháng 2 năm 1928 – 17 tháng 3 năm 2025) là tỷ phú Hồng Kông và chủ sở hữu Tập đoàn Nhà đất Henderson, với khối tài sản đa dạng trải khắp, khách sạn, nhà hàng, hệ thống mạng internet. Tháng 10 năm 2012 theo danh sách tỷ phú của Bloomberg Lưu trữ ngày 14 tháng 12 năm 2012 tại Wayback Machine, Lý Triệu Cơ là người giàu thứ 19 thế giới. Khối tài sản của ông ước tính vào khoảng $19 tỷ và được xếp hạng người giàu thứ hai tại Hồng Kông chỉ đứng sau tỷ phú Lý Gia Thành.
Ông từng là người giàu thứ tư của thế giới trước khi có sự biến động kinh tế tại Hồng Kông năm 1997.
Từ năm 2006, ông tích lũy được khối tài sản vững chắc từ việc kiểm soát những cổ phần của mình tại Đại lục. Bằng việc quay lại với đầu tư này ông được coi là Warren Buffett Hồng Kông (香港巴菲特) và Bậc thầy chứng khoán của châu Á (亞洲股神). Ông còn được gọi là "Chú Tư", vì là một trong số ít người con thứ tư sinh ra trở thành tỷ phú đa năng.

## Hoạt động từ thiện
Ông là một trong số những nhà tài trợ chính cho trường HKICC Lee Shau Kee School of Creativity, cùng với việc đóng góp hơn HK $ 20 triệu vào quỹ từ thiện Lý Triệu Cơ.

## Gia đình
Ông có năm người con.
- Con gái: Margaret Lý
- Con trai: Peter Lý Gia Kiệt
  - Cháu trai: Lý Trí Tín (b. 2010)
  - Cháu trai: Lý Trí Nhân (b. 2010)
  - Cháu trai: Lý Trí Dũng (b. 2010)
- Con trai: Martin Lý Gia Thành và con dâu Từ Tử Kỳ
  - Cháu gái: Leanna Lý Hy Đồng (17 tuổi)
  - Cháu gái: Hayley Lý Hy Nhi (15 tuổi)
  - Cháu trai: Triston Lý Tuấn Hy (13 tuổi)
  - Cháu trai: Preston Lý Kiến Hy (9 tuổi)